# Grande Prêmio da França de 1992
Resultados do Grande Prêmio da França de Fórmula 1 realizado em Magny-Cours em 5 de julho de 1992. Oitava etapa do campeonato, foi vencido pelo britânico Nigel Mansell, que subiu ao pódio junto a Riccardo Patrese numa dobradinha da Williams-Renault, com Martin Brundle em terceiro pela Benetton-Ford.

## Classificação da prova

### Treinos
| Pos.    | Nº | Piloto               | Construtor           | Q1       | Q2       | Dif.    |
| ------- | -- | -------------------- | -------------------- | -------- | -------- | ------- |
| 1       | 5  | Nigel Mansell        | Williams-Renault     | 1:15.047 | 1:13.864 | —       |
| 2       | 6  | Riccardo Patrese     | Williams-Renault     | 1:15.551 | 1:14.332 | + 0.468 |
| 3       | 1  | Ayrton Senna         | McLaren-Honda        | 1:16.892 | 1:15.199 | + 1.335 |
| 4       | 2  | Gerhard Berger       | McLaren-Honda        | 1:16.944 | 1:15.316 | + 1.452 |
| 5       | 19 | Michael Schumacher   | Benetton-Ford        | 1:16.969 | 1:15.569 | + 1.705 |
| 6       | 27 | Jean Alesi           | Ferrari              | 1:17.686 | 1:16.118 | + 2.254 |
| 7       | 20 | Martin Brundle       | Benetton-Ford        | 1:17.638 | 1:16.151 | + 2.287 |
| 8       | 28 | Ivan Capelli         | Ferrari              | 1:18.152 | 1:16.443 | + 2.579 |
| 9       | 25 | Thierry Boutsen      | Ligier-Renault       | 1:18.179 | 1:16.806 | + 2.942 |
| 10      | 26 | Erik Comas           | Ligier-Renault       | 1:17.637 | 1:16.938 | + 3.074 |
| 11      | 11 | Mika Häkkinen        | Lotus-Ford           | 1:18.327 | 1:16.999 | + 3.135 |
| 12      | 12 | Johnny Herbert       | Lotus-Ford           | 1:18.168 | 1:17.257 | + 3.393 |
| 13      | 29 | Bertrand Gachot      | Venturi-Lamborghini  | 1:18.864 | 1:17.442 | + 3.578 |
| 14      | 9  | Michele Alboreto     | Footwork-Mugen/Honda | 1:19.291 | 1:17.508 | + 3.644 |
| 15      | 10 | Aguri Suzuki         | Footwork-Mugen/Honda | 1:19.022 | 1:17.548 | + 3.684 |
| 16      | 24 | Gianni Morbidelli    | Minardi-Lamborghini  | 1:19.110 | 1:17.667 | + 3.803 |
| 17      | 21 | J. J. Lehto          | Dallara-Ferrari      | 1:19.279 | 1:17.677 | + 3.813 |
| 18      | 30 | Ukyo Katayama        | Venturi-Lamborghini  | 1:19.819 | 1:17.709 | + 3.845 |
| 19      | 4  | Andrea de Cesaris    | Tyrrell-Ilmor        | 1:20.029 | 1:17.868 | + 4.004 |
| 20      | 32 | Stefano Modena       | Jordan-Yamaha        | 1:18.905 | 1:17.901 | + 4.037 |
| 21      | 16 | Karl Wendlinger      | March-Ilmor          | 1:18.596 | 1:17.937 | + 4.073 |
| 22      | 3  | Olivier Grouillard   | Tyrrell-Ilmor        | 1:19.204 | 1:17.989 | + 4.125 |
| 23      | 15 | Gabriele Tarquini    | Fondmetal-Ford       | 1:19.146 | 1:17.993 | + 4.129 |
| 24      | 33 | Maurício Gugelmin    | Jordan-Yamaha        | 1:19.574 | 1:18.337 | + 4.473 |
| 25      | 22 | Pierluigi Martini    | Dallara-Ferrari      | 1:18.634 | 1:18.586 | + 4.722 |
| 26      | 14 | Andrea Chiesa        | Fondmetal-Ford       | 1:19.835 | 1:18.701 | + 4.837 |
| 27      | 17 | Paul Belmondo        | March-Ilmor          | 1:19.963 | 1:19.354 | + 5.490 |
| 28      | 23 | Christian Fittipaldi | Minardi-Lamborghini  | 1:20.062 | s/ tempo | + 6.198 |
| 29      | 7  | Eric van de Poele    | Brabham-Judd         | 1:21.594 | 1:20.139 | + 6.275 |
| 30      | 8  | Damon Hill           | Brabham-Judd         | 1:21.412 | 1:22.495 | + 7.548 |
| Fontes: |    |                      |                      |          |          |         |

### Corrida
| Pos.    | Nº | Piloto               | Construtor           | Voltas | Tempo/Diferença | Grid | Pontos |
| ------- | -- | -------------------- | -------------------- | ------ | --------------- | ---- | ------ |
| 1       | 5  | Nigel Mansell        | Williams-Renault     | 69     | 1:38:08.459     | 1    | 10     |
| 2       | 6  | Riccardo Patrese     | Williams-Renault     | 69     | + 46.447        | 2    | 6      |
| 3       | 20 | Martin Brundle       | Benetton-Ford        | 69     | + 1:12.579      | 7    | 4      |
| 4       | 11 | Mika Häkkinen        | Lotus-Ford           | 68     | + 1 volta       | 11   | 3      |
| 5       | 26 | Erik Comas           | Ligier-Renault       | 68     | + 1 volta       | 10   | 2      |
| 6       | 12 | Johnny Herbert       | Lotus-Ford           | 68     | + 1 volta       | 12   | 1      |
| 7       | 9  | Michele Alboreto     | Footwork-Mugen/Honda | 68     | + 1 volta       | 14   |        |
| 8       | 24 | Gianni Morbidelli    | Minardi-Lamborghini  | 68     | + 1 volta       | 16   |        |
| 9       | 21 | J. J. Lehto          | Dallara-Ferrari      | 67     | + 2 voltas      | 17   |        |
| 10      | 22 | Pierluigi Martini    | Dallara-Ferrari      | 67     | + 2 voltas      | 25   |        |
| 11      | 3  | Olivier Grouillard   | Tyrrell-Ilmor        | 66     | + 3 voltas      | 22   |        |
| Ret     | 27 | Jean Alesi           | Ferrari              | 61     | Motor           | 6    |        |
| Ret     | 4  | Andrea de Cesaris    | Tyrrell-Ilmor        | 51     | Rodou           | 19   |        |
| Ret     | 30 | Ukyo Katayama        | Venturi-Lamborghini  | 41     | Motor           | 18   |        |
| Ret     | 25 | Thierry Boutsen      | Ligier-Renault       | 46     | Rodou           | 9    |        |
| Ret     | 28 | Ivan Capelli         | Ferrari              | 38     | Motor           | 8    |        |
| Ret     | 16 | Karl Wendlinger      | March-Ilmor          | 33     | Câmbio          | 21   |        |
| Ret     | 32 | Stefano Modena       | Jordan-Yamaha        | 25     | Motor           | 20   |        |
| Ret     | 10 | Aguri Suzuki         | Footwork-Mugen/Honda | 20     | Colisão         | 15   |        |
| Ret     | 19 | Michael Schumacher   | Benetton-Ford        | 17     | Colisão         | 5    |        |
| Ret     | 2  | Gerhard Berger       | McLaren-Honda        | 10     | Motor           | 4    |        |
| Ret     | 15 | Gabriele Tarquini    | Fondmetal-Ford       | 6      | Regulador       | 23   |        |
| Ret     | 1  | Ayrton Senna         | McLaren-Honda        | 0      | Colisão         | 3    |        |
| Ret     | 29 | Bertrand Gachot      | Venturi-Lamborghini  | 0      | Colisão         | 13   |        |
| Ret     | 33 | Maurício Gugelmin    | Jordan-Yamaha        | 0      | Colisão         | 24   |        |
| Ret     | 14 | Andrea Chiesa        | Fondmetal-Ford       | 0      | Colisão         | 26   |        |
| DNQ     | 17 | Paul Belmondo        | March-Ilmor          |        |                 |      |        |
| DNQ     | 23 | Christian Fittipaldi | Minardi-Lamborghini  |        |                 |      |        |
| DNQ     | 7  | Eric van de Poele    | Brabham-Judd         |        |                 |      |        |
| DNQ     | 8  | Damon Hill           | Brabham-Judd         |        |                 |      |        |
| Fontes: |    |                      |                      |        |                 |      |        |

## Tabela do campeonato após a corrida
| Pos.    | Piloto             | Pontos |
| ------- | ------------------ | ------ |
| 1       | Nigel Mansell      | 66     |
| 2       | Riccardo Patrese   | 34     |
| 3       | Michael Schumacher | 26     |
| 4       | Ayrton Senna       | 18     |
| 5       | Gerhard Berger     | 18     |
| Fontes: |                    |        |

| Pos.    | Construtor       | Pontos |
| ------- | ---------------- | ------ |
| 1       | Williams-Renault | 100    |
| 2       | McLaren-Honda    | 36     |
| 3       | Benetton-Ford    | 35     |
| 4       | Ferrari          | 13     |
| 5       | Lotus-Ford       | 6      |
| Fontes: |                  |        |

- Nota: Somente as primeiras cinco posições estão listadas.